# Dallam County
Dallam County je okres na severu státu Texas v USA. K roku 2020 zde žilo 7 115 obyvatel. Správním městem okresu je Dalhart. Celková rozloha okresu činí 3 900 km².